# Науянеряй

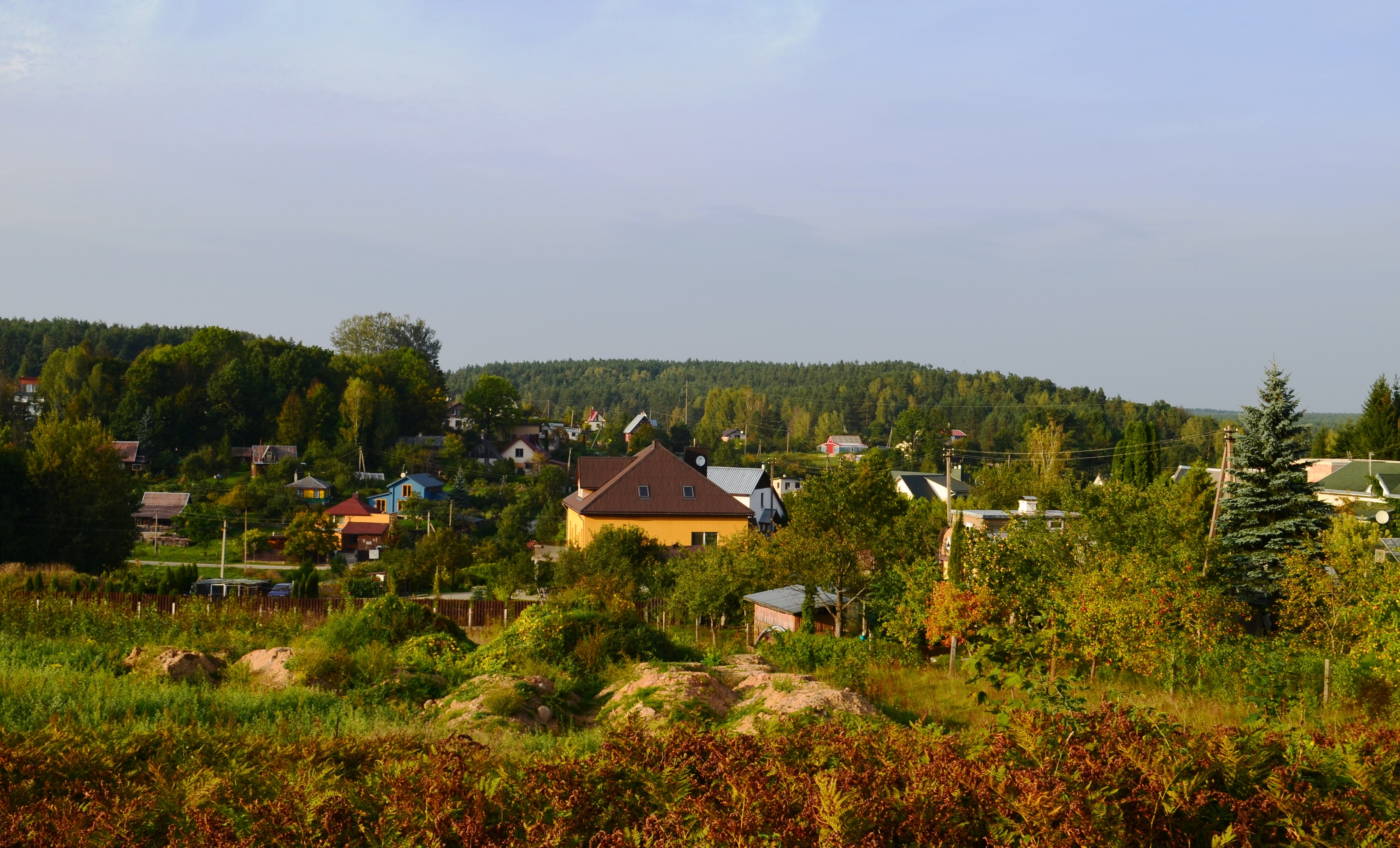
Науянеряй

Науянеряй (лит. Naujaneriai) — район города Вильнюс на правом берегу реки Вилия, возле дороги Новый Веркяй — Неменчине.
К северу простирается лес Раудондварис. На северной стороне Науянеряй, в 3 км, находится Парк Европы, а на южной стороне — озеро Бальсис, которое принадлежит к одному из шести Зелёных озёр в региональном парке Веркяй.
В Науянеряй издавна есть продуктовый магазин и киоск, в глубине садовой общины Гульбинай находятся фрагменты усадьбы Науянеряй (Вилиянув, „Wilianów“, как усадьба называлась в конце XIX или начале XX века) и могилы жертв Холокоста. На улице elmenų — старое кладбище села Крыжиокай. К северо-востоку от Науянеряй находится Крыжокайский геоморфологический заповедник. В бывшем колхозном комплексе все ещё есть лесопилка и автосервис. Через дорогу торгуют подержанными запчастями. В Науйанеряй с 1979 года 29 декабря Одно из самых крупных садовых товариществ «Гульбинай» было создано в Веркяйском старостве.

## Транспорт
Науянеряй обслуживают 36, 65, 66 и 76 автобусы (станции Науянеряй и Юозапишкес (маршрут 66), пригородные автобусы не ходят с 13 июня 2016 года (маршрут 146).

## История
До 1996 года это была деревня в Решском районе.

## Население
| 1931                           | 1959 | 1970 | 1979 | 1989 |
| ------------------------------ | ---- | ---- | ---- | ---- |
| 48                             | 44   | 209  | 34   | 21   |
| Гистограмма динамики населения |      |      |      |      |